# (21275) Tosiyasu
(21275) Tosiyasu est un astéroïde de la ceinture principale.

## Description
(21275) Tosiyasu est un astéroïde de la ceinture principale. Il fut découvert le 23 septembre 1996 à Nanyo par Tomimaru Okuni. Il présente une orbite caractérisée par un demi-grand axe de 2,18 UA, une excentricité de 0,19 et une inclinaison de 1,2° par rapport à l'écliptique.

## Compléments